# ArcheAge もみの木と鷹
『ArcheAgeもみの木と鷹』（アーキエイジもみのきとたか）は、韓国の作家ジョン・ミンヒが執筆したファンタジー小説。日本では田端かや訳による全5巻がゲームオンから2013年電子出版された。

## 概要
この本はオンラインゲーム『ArcheAge』の原作小説。中国と韓国で出版されている。第一巻と第二巻は最初の遠征隊の一人、「放浪の王子ジン」出生と家族の物語、第三巻は最初の遠征隊の一人「慈愛のキープローザ」と伝説の「雪の鳥」をめぐる物語。第四巻と第五巻は宮廷の陰謀の策略のジンが体験する恋と戦争の物語である。もみの木と鷹の次のシリーズの『相続者たち』は韓国で出版されている。アーキエイジの政界間を共有する『もみの木と鷹』シリーズは2000年前の旧大陸の12人の最初の遠征隊中、冬のもみの木と娘「キープローザ」とエペリウム王国の奇蹟「ジン・エバナイト」の話だ。フィックスアップ(fix-up)スタイルで構成され、読者は小説の中の各場所を回りながら、それぞれのストーリーを楽める。同時に各ストーリーが繋がれて作られる大きな叙事を共に味わうことができると言われる

## シリーズ作品
もみの木と鷹1-女神の幼い娘（上）（2013年6月14日発売 / ゲームオン ）

もみの木と鷹2-女神の幼い娘（下）（2013年6月14日発売 / ゲームオン ）

もみの木と鷹3-雪の鳥 （2013年6月28日発売 / ゲームオン ）

もみの木と鷹4-裸足と徒手の夜明け（上）（2013年7月発売予定 / ゲームオン ）

もみの木と鷹5-裸足と徒手の夜明け（下）（2013年7月発売予定 / ゲームオン ）

## 登場人物

### エペリウムの王国
ローアンドロス
国王
サービナ
王妃／エケノースの娘
ティナ
ローアンドロスの妃／ジンの母
ジン
王子／最初の遠征隊
アンタロン
大臣／王の助言者
メディオン（ラバン）
エケノースの末の息子
アユブ
サビーナ王妃に仕える悪鬼呪術師(ネクロマンサー)
リヴォラ
サビーナ王妃に仕える将軍

### デイヤ城（もみの木の城）
キープローザ
女主人公・領主の孫娘

### 最初の遠征隊
ジン(Gene Evernight)主人公
エペリウムの奇蹟、シャドウホークの右の剣、現世の王（王子・剣士・暴力団のリーダー・キープローザの恋人。）
キープローザ(Kyprosa Daeior)女主人公
冬・もみの木の娘、母に一番近づいた存在、庭園のゲートキーパー（もみの木の城の領主ロジアの孫娘、ジンの恋人）
ルシウス(Lucius Quinto)
天才詩人、インスピレーションの放浪者、偉大な文明の最後の証言者（低い身分の詩人・愉快な性格・エアンナの恋人。）
エアンナ(Eanna Nimush)
優しい恋人、号泣に耳を傾ける者、新世界の母（デルフィナードの総督の娘、ルシウスの恋人）
タヤン(tahyang Kahlzip)
大草原の息子、シャドウホークの左剣、風の神-強い体力の弓と刀の名人、野蛮部族のリーダ・ジンの義兄弟
メリッサーラ(Melisara Livolla)
復讐者、シャドウホークの盟約者、赤い斑点の主（没落貴族の娘・殺し屋・ジンとタヤンの部下であり同僚）
アーランゼブ(Aranzeb)
高潔な世捨て人、最も偉大なウィザード、祭祀丘の盟約者（エルフの魔法使い・キープローザの魔法先生）
アーランゼビア(Aranzebia)
願いを忘れない人、致命的な誘惑者、エノアの災害（エルフ・アーランゼブの養女で、わがままな性格）
オロー(Ollo)
孤独な探求者、火の世紀の主人、流刑された全能の神（ドワープ種族・エンジニア・中年のおじさん）
イーノック(Inoch)
パンテオンの司祭、一種族を滅ぼし、同時に創造した者、世界の封印の守護神(デルフィナードの高貴な司祭)
オーキッドナ(Orchidna)
捕食者の娘、非常に長い時間待っ少女,三血筋の女王（キープローザの妹）
ネイマー(Naima)
低い者たちの保護者、惜しげもなく与える女、神の伴侶（文字を知らない舞姫）

### Archeageの神々
シオル
最初の母神
ヌイ
冥府の女神
アニル
芸術の女神
ランシーシャ
門の神
アダルヌス
復讐の神
イジ
幸運の女神
キーリオス
破壊の神
ダフタ
海と変化の女神
ネベ
冬の神
ネブラ
夏の神
ハジェ
封印と門の神
シャティゴン
豊穣の神
ハタ
太陽の神
サルピラ
浄化の女神
アイエル
愛の神

## 既刊一覧
1. もみの木と鷹1-女神の幼い娘（上）（ISBN 978-4-907316-00-6）
2. もみの木と鷹2-女神の幼い娘（下）（ISBN 978-4-907316-01-3）
3. もみの木と鷹3-雪の鳥（ISBN 978-4-907316-02-0）
4. もみの木と鷹4-裸足と徒手の夜明け（上）（近刊）
5. もみの木と鷹5-裸足と徒手の夜明け（下）（近刊）